# Estadi Al-Hilal
L'Estadi Al-Hilal (àrab: إستاد الهلال, Istād al-Hilāl, ‘Estadi del Creixent’), també conegut com La Joia Blava (àrab: الجوهرة الزرقاء, al-Jawhara az-Zarqāʾ), és un estadi de futbol i atletisme de la ciutat d'Omdurman, al Sudan.
Principalment és utilitzat per la pràctica del futbol, essent seu del club Al-Hilal Club. Té una capacitat per a 25.000 espectadors. Va ser inaugurat el 26 de gener de 1968.